# 6 décembre 2022
Le mardi 6 décembre 2022 est le 340e jour de l'année 2022.

## Événements

### Politique
- Élections législatives à la Dominique.
- Réélection de Raphael Warnock comme sénateur des États-Unis pour la Géorgie. Cette victoire permet au Parti démocrate de consolider sa majorité au Sénat[1].

### Sport
- Huitièmes de finale de la Coupe du monde de football 2022 :
  - Maroc - Espagne : 0 - 0 a.p. (3-0 tab)
  - Portugal - Suisse : 6 - 1.

## Décès
- Abdul Aziz Yassin (en), homme politique malaisien ;
- Miha Baloh (en), acteur slovène ;
- Omar Varela (en), acteur et dramaturge uruguayen ;
- Adolfas Šleževičius (en), homme politique lituanien ;
- Mills Lane (en), arbitre de boxe américain[2] ;
- François Tanguy, metteur en scène français[3] ;
- Beto Fuscão (pt), footballeur brésilien.